# Horacio Rivero, Jr.

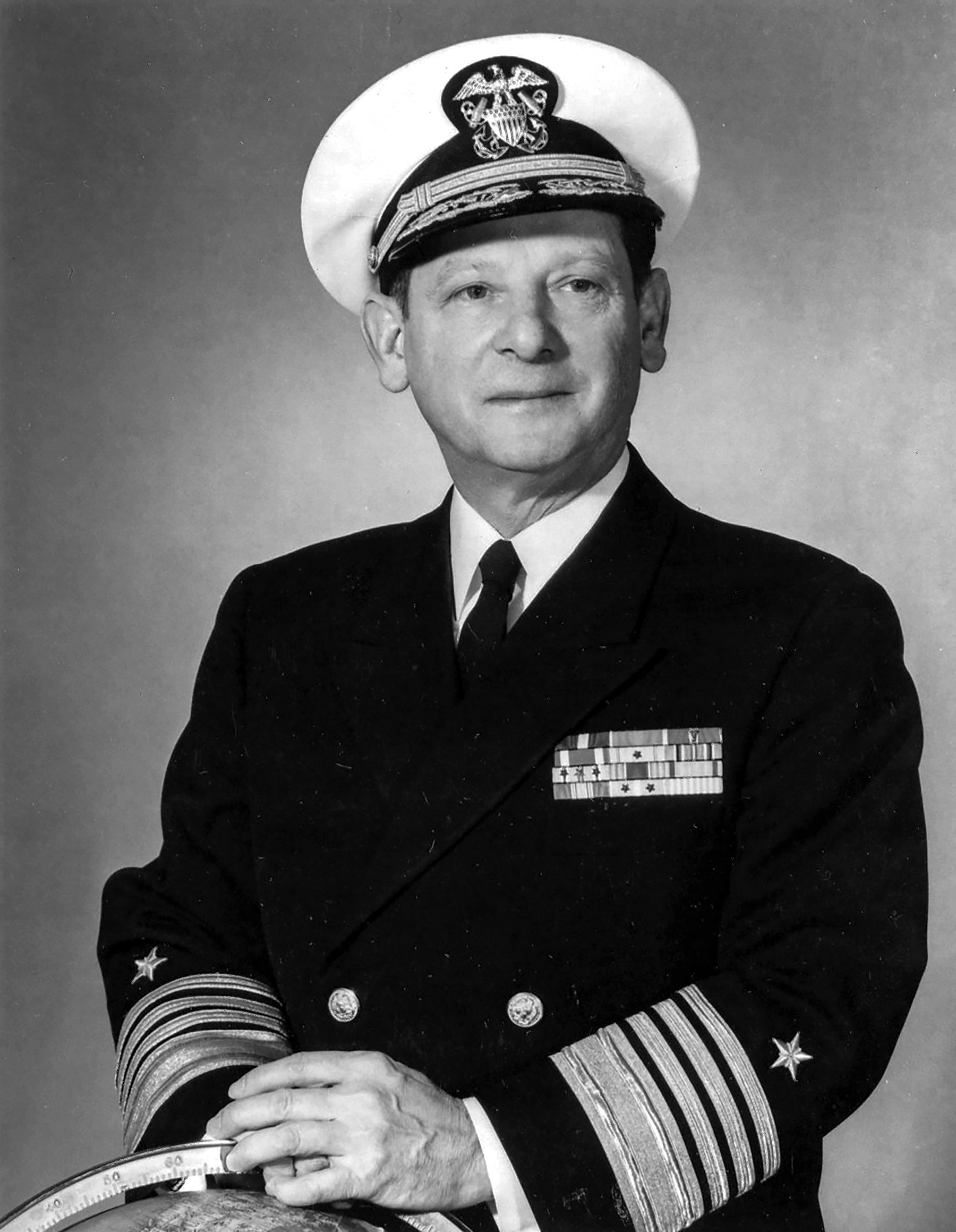
Admiral Horacio Rivero, Jr.

Horacio „Rivets“ Rivero, Jr. (* 10. Mai 1910 in Ponce, Puerto Rico; † 24. September 2000 in Coronado, Kalifornien) war ein US-amerikanischer Admiral der US Navy und Diplomat, der als erster Offizier hispanoamerikanischer Abstammung Vier-Sterne-Admiral der USA wurde und zwischen 1964 und 1968 Vice Chief of Naval Operations sowie anschließend von 1968 bis 1972 Oberkommandierender der Allied Forces Southern Europe (AFSOUTH) war. Im Anschluss bekleidete er zwischen 1972 und 1974 das Amt des Botschafters der Vereinigten Staaten in Spanien und war ebenfalls der erste Hispanic in dieser Funktion.

## Leben

### Militärische Ausbildung und Zweiter Weltkrieg
Rivero begann nach der Schulausbildung 1927 seine militärische Ausbildung an der US Naval Academy in Annapolis, die er 1931 als Drittbester seines aus 441 Kadetten bestehenden Jahrgangs abschloss. Daraufhin fand er seine erste Verwendung auf dem Schweren Kreuzer Northampton, ehe er anschließend zwischen 1932 und 1936 nacheinander auf dem Schweren Kreuzer Chicago sowie auf den Schlachtschiffen New Mexico, California und Pennsylvania eingesetzt wurde. Danach begann er ein Studium der Elektrotechnik am Massachusetts Institute of Technology (MIT), das er 1940 mit einem Master of Science (M.Sc.) abschloss.

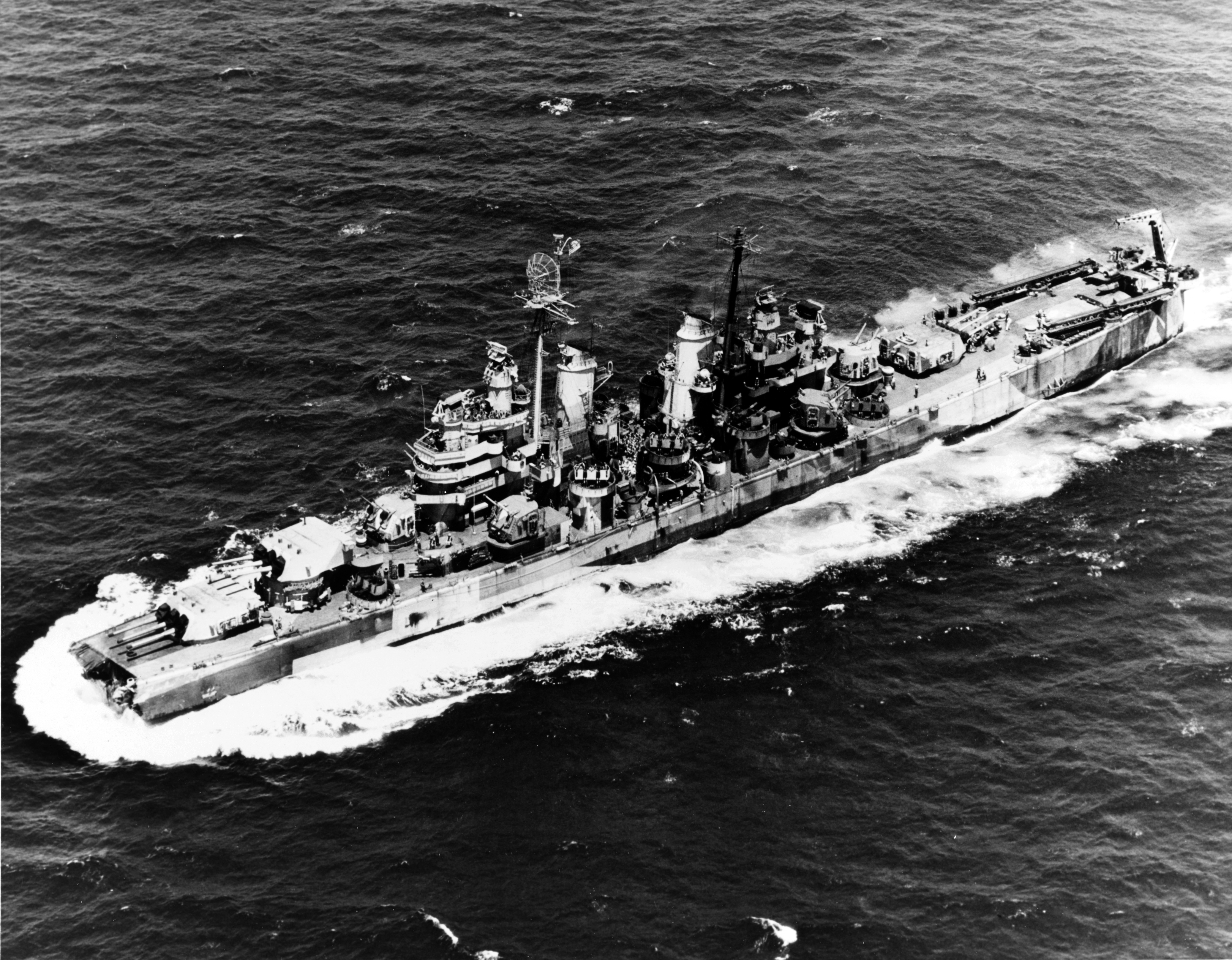
Die Pittsburgh mit abgerissenem Bug 1945

Daraufhin wurde Rivero Geschützoffizier auf dem Leichten Kreuzer San Juan und nahm nach dem Kriegseintritt der USA nach dem Angriff auf Pearl Harbor am 7. Dezember 1941 an den Einsätzen zur Unterstützung der Landung der Einheiten der US Marines in Guadalcanal, Marshallinseln, Iwojima und den Okinawa-Inseln teil. Für seine dortigen Verdienste wurde er mit einem Bronze Star mit dem Zusatz „Combat V“ ausgezeichnet.
Im Anschluss fand Rivero Verwendung Erster Offizier (Executive Officer) auf dem Schweren Kreuzer Pittsburgh. Am 26. Oktober 1942 nahm er an der Schlacht bei den Santa-Cruz-Inseln sowie später am Angriff auf Bougainville, der Eroberung der Gilbertinseln sowie einer Reihe von Einsätzen zur Eroberung von Rabaul teil. Darüber hinaus nahm er seit dem 1. April 1945 an der Schlacht um Okinawa teil.
Am 4. Juni 1945 geriet die Pittsburgh in einen starken Taifun. Darin löste sich bei 21 Meter hohen Wellen plötzlich der gesamte Bug ab, es gab aber keine Opfer. Mit offenem Vorschiff musste das Schiff nun einerseits den Sturm abwettern und andererseits vermeiden, den abgerissenen Bugteil zu rammen und das Schiff so weiter zu beschädigen. Das Vorschiff wurde aus den Wellen gehalten, während die vorderen Rumpfspanten abgestützt wurden. Nach sieben Stunden ließ der Sturm nach und die Pittsburgh kroch mit sechs Knoten nach Apra Harbor auf Guam, wo eine Notreparatur vorgenommen wurde, mit der sie den restlichen Pazifik durchquerte und in der Puget Sound Naval Shipyard eine Komplettreparatur erhielt. Der Schlepper Munsee barg später das alte Bugteil und brachte es nach Guam, aber die Pittsburgh war bereits auf dem Weg zur amerikanischen Westküste.
Für seine Verdienste bei der Schlacht um Okinawa sowie der Rettung der USS Pittsburgh sowie wurde ihm am 5. Juni 1945 der Legion of Merit verliehen.

### Nachkriegszeit und Koreakrieg

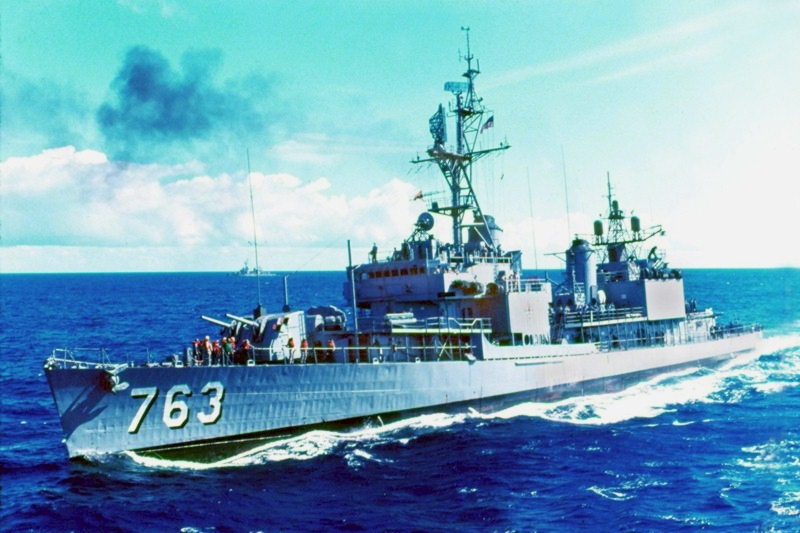
Sein erstes eigenes Kommando übernahm Rivero 1948 auf dem Zerstörer William C. Lawe

Nach Ende des Zweiten Weltkrieges wurde Rivero im August 1945 Assistent des Assistenten des Chefs für Marineoperationen für Spezialwaffen (Assistant Chief of Naval Operations for Special Weapons) und danach von Februar 1946 bis Juni 1947 Technischer Assistent im Stab des Kommandeurs der Ersten Gemeinsamen Einsatzgruppe (Joint Task Force One) bei der Operation Crossroads, dem zweiten Kernwaffentest der US-Streitkräfte im Bikini-Atoll. Später war er Offizier im Stab des Kommandeur der Siebten Gemeinsamen Einsatzgruppe bei den Kernwaffentests in Eniwetok im Rahmen der Operation Sandstone.
Im Anschluss wurde Rivero zunächst Kommandant der USS William C. Lawe, ein Zerstörer der Gearing-Klasse, ehe er Kommandant der USS Noble wurde, ein Truppentransporter der Haskell-Klasse. Mit diesem nahm er im September 1950 zu Beginn des Koreakrieges an der Operation Chromite teil, der Landung bei Incheon. Danach unterstützte die USS Noble den Transport von US-amerikanischen und ausländischen Truppen und Ausrüstung im koreanischen Kriegsraum. Im Juli 1953 nahm die USS Noble unter Riveros Kommando schließlich an der Operation Big Switch teil, bei der nach dem Waffenstillstandsabkommen nordkoreanische Kriegsgefangene von Geojedo nach Incheon verlegt wurden.
Daraufhin absolvierte Rivero ein Studiengang im Fach Kernwaffentechnik am National War College (NWC) im Fort Lesley J. McNair in Washington, D.C. und wurde im Anschluss 1954 Assistierender Chef des Stabes für Marineoperationen (Assistant Chief of Staff for Naval Operations), ehe er nach seiner Beförderung zum Konteradmiral 1955 Mitglied im Stab des Oberkommandierenden für die Streitkräfte im Westatlantik. Er fungierte von Januar 1958 bis März 1959 als Kommandeur der in Yokosuka stationierten Ersten Zerstörer-Flottille COMDESFLOT ONE (Destroyer Flotilla One)

### Kubakrise und Vietnamkrieg
Im Sommer 1962 bereitete die Sowjetunion die Stationierung von Mittelstreckenraketen in Kuba vor. Am 15. Oktober 1962 wurde Vizeadmiral Rivero zum Befehlshaber der Amphibischen Verbände der US Atlantic Fleet ernannt. Am 22. Oktober 1962 sprach sich US-Präsident John F. Kennedy während der Kubakrise öffentlich gegen die Stationierung dieser Mittelstreckenraketen aus, nachdem die Raketenbasen zuvor bei Aufklärungsflügen der US Air Force entdeckt wurden. Für seine Verdienste in dieser Zeit wurde er im Juni 1965 mit einem zweiten Legion of Merit geehrt, wobei ihm stattdessen ein Goldener Stern zum ersten Legion of Merit verliehen wurde.
Im Oktober 1963 übernahm er die Funktion als Direktor für Marineprogrammplanung (Director for Navy Program Planning) im Büro des Chief of Naval Operations und verblieb bis Juli 1964 auf diesem Posten. Dabei war er insbesondere zuständig für die Entwicklung effektiver integrativer Planungssysteme, die die Voraussetzungen für eine koordinierte Studienanstrengung schufen, die insbesondere für die Anforderung des Verteidigungsministeriums von hoher Bedeutung waren. Daneben entwickelte er die organisatorischen Verfahren für die Koordinierung des Gesamtstudienaufwandes des Marineministeriums und wurde dafür im Januar 1965 mit der Navy Distinguished Service Medal ausgezeichnet.
Im Juli 1964 wurde Rivero als erster Offizier hispanoamerikanischer Abstammung zum Admiral ernannt. Nach seiner Beförderung wurde er Nachfolger von Claude V. Ricketts als Vice Chief of Naval Operations (VCNO) und bekleidete damit nach dem Chief of Naval Operations die zweithöchste Funktion innerhalb der Führung der US Navy. Sein eigener Nachfolger als Director für Marineprogrammplanung wurde daraufhin der Befehlshaber der 1. US-Flotte, Vizeadmiral Ephraim P. Holmes, der wiederum von Vizeadmiral Lawson P. Ramage abgelöst wurde. In dieser Funktion verblieb er bis zu seiner Ablösung durch Admiral Bernard A. Clarey im Januar 1968.

### Oberkommandierender der NATO in Südeuropa und Botschafter in Spanien
Er selbst wurde daraufhin im Januar 1968 Oberkommandierender der Allied Forces Southern Europe (AFSOUTH) und verblieb bis 1972 auf diesem Posten. In dieser Stellung war er Oberbefehlshaber der Land-, See- und Luftstreitkräfte der im Mittelmeerraum stationierten Einheiten der NATO-Mitgliedsländer Italien, Griechenland, Türkei, Vereinigtes Königreich und USA. 1971 erklärte er, dass jeglicher Rückzug der US-Streitkräfte aus der Bundesrepublik Deutschland von den NATO-Alliierten als „ein erster Schritt in einen fortdauernden Prozess“ betrachtet werden könnte, der eine Stärkung der 6. US-Flotte im Mittelmeer nach sich ziehen könnte. Zu dieser Zeit waren rund 215.000 der 310.000 US-Soldaten in Europa in der Bundesrepublik Deutschland stationiert.
Nach seinem Ausscheiden aus dem aktiven Militärdienst wurde Rivero am 11. September 1972 Nachfolger von Robert C. Hill Botschafter der USA in Spanien. In dieser Funktion war er abermals der erste Hispanic und verblieb auf diesem Botschafterposten bis zum 26. November 1974. Da die Ernennung seines ursprünglich vorgesehenen Peter M. Flanigan vom US-Senat nicht bestätigt wurde, wurde Wells Stabler erst am 20. Februar 1975 zu seinem Nachfolger ernannt und trat sein Amt daraufhin am 13. März 1975 an.
In seinem Ruhestand engagierte sich Rivero zudem als Mitglied der Verwaltungsräte des US Naval Academy sowie die Naval War College in Newport.
Rivero heiratete 1941 Hazel Hooper, die 1997 verstarb. Aus dieser Ehe ging seine Tochter Mary Lynn Hogan hervor.

## Auszeichnungen
- Navy Distinguished Service Medal
- Legion of Merit (2 x)
- Bronze Star mit Zusatz „Combat V“